# 全日本建築士会
一般社団法人全日本建築士会（ぜんにほんけんちくしかい）は、国土交通省所管の建築士で構成される職能組織。1958年（昭和33年）に設立。1959年（昭和34年）に社団法人化。日本固有の木造建築文化の発展を目指す団体であり、月刊誌「住と建築」の発行も行っている。元国土交通省所管。

## 概要
- 所在：東京都新宿区高田馬場三丁目23-2　内藤ビル301
- 会長：佐藤理